# Scopula ectopostigma
Scopula ectopostigma är en fjärilsart som beskrevs av Louis Beethoven Prout 1932. Scopula ectopostigma ingår i släktet Scopula och familjen mätare. Inga underarter finns listade.